# Guerino Vanoli Basket 2024-2025
Questa voce raccoglie le informazioni riguardanti la Guerino Vanoli Basket nelle competizioni ufficiali della stagione 2024-2025.

## Stagione
La stagione 2024-2025 della Guerino Vanoli Basket sponsorizzata Vanoli, è la 15ª nel massimo campionato italiano di pallacanestro, la Serie A.
Per la composizione del roster si decise di confermare la scelta della formula con 5 giocatori stranieri senza vincoli. Tuttavia a fine novembre venne cambiata scelta, decidendo di passare alla formula con 6 giocatori stranieri sempre senza vincoli.
Il 30 dicembre viene esonerato il capo allenatore Demis Cavina, al suo posto viene promosso l'assistente Pierluigi Botto che conclude la stagione conquistando il tredicesimo posto in campionato.

## Maglie
Il fornitore ufficiale del materiale tecnico per la stagione 2024-2025 è Erreà.

## Organigramma societario
Dal sito internet della società.
Area dirigenziale
- Presidente: Aldo Vanoli
- Vice presidente: Davide Borsatti
- Consigliere: Francesco Rozzi
- General manager: Andrea Conti

Area generale e organizzativa
- Amministrazione e ticketing: Beatrice Placchi
- Team manager: Mauro Saja
- Responsabile marketing: Roberto Spangoli
- Social media: Damiano Bonvicini
- Ufficio stampa: Paolo Bassignani
- Statistiche: Pietro Moroni
- Ticketing: Andrea Rozzi

Area tecnica
- Allenatore: Demis Cavina (fino al 30 dicembre)
- Allenatore: Pierluigi Botto (dal 30 dicembre)
- Assistente allenatore: Pierluigi Botto (fino al 30 dicembre)
- Assistente allenatore: Carlo Campigotto
- Preparatore atletico: Jacopo Torresi
- Responsabile tecnico: Daniele Serina

Area medica
- Medico: Marco Moretti
- Medico: Piercarlo Manzini
- Fisioterapista: Lorenzo Boccali
- Fisioterapista: Sebastiano Spotti

## Roster
Aggiornato 12 marzo 2025.
| Vanoli Basket Cremona 2024-25 | Vanoli Basket Cremona 2024-25 |
| Giocatori                     | Staff tecnico                 |
| ----------------------------- | ----------------------------- |

| N. | Naz.                                                 | Ruolo | Nome             | Anno | Alt.   | Peso   |  |
| -- | ---------------------------------------------------- | ----- | ---------------- | ---- | ------ | ------ |  |
| 00 | Camerun (bandiera) · Italia (bandiera)               | AC    | Paul Eboua       | 2000 | 203 cm | 97 kg  |  |
| 0  | Stati Uniti (bandiera)                               | PG    | Phil Booth       | 1995 | 188 cm | 86 kg  |  |
| 0  | Stati Uniti (bandiera)                               | P     | Semaj Christon   | 1992 | 192 cm | 86 kg  |  |
| 1  | Italia (bandiera)                                    | AP    | Mattia De Martin | 2005 | 196 cm | 90 kg  |  |
| 2  | Lettonia (bandiera) · Italia (bandiera)              | PG    | Emils Ivanovskis | 2005 | 188 cm | 86 kg  |  |
| 2  | Stati Uniti (bandiera)                               | G     | Payton Willis    | 1998 | 193 cm | 91 kg  |  |
| 3  | Stati Uniti (bandiera)                               | G     | Tajion Jones     | 1999 | 196 cm | 83 kg  |  |
| 5  | Stati Uniti (bandiera)                               | P     | Corey Davis      | 1997 | 185 cm | 86 kg  |  |
| 8  | Italia (bandiera)                                    | GA    | Luca Conti       | 2000 | 196 cm | 84 kg  |  |
| 9  | Italia (bandiera)                                    | PG    | Federico Zampini | 1999 | 191 cm | 78 kg  |  |
| 11 | Serbia (bandiera) · Italia (bandiera)                | A     | Stefan Nikolić   | 1997 | 203 cm | 95 kg  |  |
| 12 | Italia (bandiera)                                    | AC    | Federico Poser   | 1999 | 203 cm | 104 kg |  |
| 13 | Stati Uniti (bandiera)                               | GA    | Trevor Lacey (C) | 1991 | 191 cm | 98 kg  |  |
| 15 | Argentina (bandiera)                                 | C     | Matias Zanotto   | 2005 | 202 cm | 92 kg  |  |
| 15 | Italia (bandiera)                                    | G     | Lorenzo Zani     | 2008 | 194 cm |        |  |
| 16 | Italia (bandiera)                                    | PG    | Matteo Zanotti   | 2007 |        |        |  |
| 16 | Italia (bandiera)                                    | G     | Nicola Fantoma   | 2006 | 188 cm | 88 kg  |  |
| 23 | Stati Uniti (bandiera) · Italia (bandiera)           | C     | Christian Burns  | 1985 | 203 cm | 110 kg |  |
| 24 | Bosnia ed Erzegovina (bandiera) · Croazia (bandiera) | AG    | Dario Drežnjak   | 1998 | 204 cm | 96 kg  |  |
| 34 | Nigeria (bandiera) · Ungheria (bandiera)             | C     | Godwin Omenaka   | 2000 | 205 cm | 102 kg |  |
| 41 | Stati Uniti (bandiera)                               | C     | Tariq Owens      | 1995 | 208 cm | 93 kg  |  |
| -  | Italia (bandiera)                                    | G     | Riccardo Scotti  | 2008 |        |        |  |
| -  | Italia (bandiera)                                    | C     | Matteo Venturini | 2007 | 203 cm |        |  |
| -  | Italia (bandiera)                                    |       | Alessandro Villa | 2008 |        |        |  |

| Allenatore |
| - Demis Cavina (fino al 30 dicembre) - Pierluigi Brotto (dal 30 dicembre)                                               |
| Assistente/i |
| - Pierluigi Brotto (fino al 30 dicembre) - Carlo Campigotto Legenda - (C) Capitano - (IN) Inattivo - Infortunato Roster |

## Mercato

### Sessione estiva
| Acquisti | Acquisti         | Acquisti          | Acquisti   |
| R.       | Nome             | da                | Modalità   |
| -------- | ---------------- | ----------------- | ---------- |
| P        | Corey Davis      | Calgary Surge     | svincolato |
| PG       | Phil Booth       | Strasburgo        | svincolato |
| PG       | Federico Zampini | Pall. Forlì 2.015 | svincolato |
| G        | Tajion Jones     | Leida             | svincolato |
| AP       | Luca Conti       | Aquila Trento     | svincolato |
| A        | Stefan Nikolić   | Pall. Cantù       | svincolato |
| AC       | Paul Eboua       | Olimpia Milano    | prestito   |
| C        | Tariq Owens      | Napoli Basket     | svincolato |
| C        | Federico Poser   | Basket Torino     | svincolato |

| Cessioni | Cessioni          | Cessioni          | Cessioni       |
| R.       | Nome              | a                 | Modalità       |
| -------- | ----------------- | ----------------- | -------------- |
| P        | Corey Davis       | Calgary Surge     | fine contratto |
| P        | Tommaso Vecchiola | Treviglio Brianza | fine contratto |
| PG       | Davide Denegri    | Derthona Basket   | fine contratto |
| G        | Wayne McCullough  | Free agent        | fine contratto |
| GA       | Matteo Piccoli    | Pall. Cantù       | fine contratto |
| AP       | Andrea Pecchia    | Aquila Trento     | fine contratto |
| AG       | Nathan Adrian     | Kobe Storks       | fine contratto |
| AG       | Simone Zanotti    | V.L. Pesaro       | opzione uscita |
| AC       | Paul Eboua        | Olimpia Milano    | fine contratto |
| C        | Grant Golden      | AEK Atene         | fine contratto |

### Dopo l'inizio della stagione
| Acquisti | Acquisti        | Acquisti          | Acquisti         | Acquisti   |
| R.       | Nome            | da                | Data             | Modalità   |
| -------- | --------------- | ----------------- | ---------------- | ---------- |
| G        | Payton Willis   | Canarias Tenerife | 5 novembre 2024  | svincolato |
| AG       | Dario Drežnjak  | Napoli Basket     | 27 novembre 2024 | svincolato |
| C        | Christian Burns | Pall. Cantù       | 4 febbraio 2025  | svincolato |
| P        | Semaj Christon  | Pistoia Basket    | 28 febbraio 2025 | svincolato |
| C        | Godwin Omenaka  | Shanxi Loongs     | 3 aprile 2025    | svincolato |

| Cessioni | Cessioni       | Cessioni            | Cessioni         | Cessioni             |
| R.       | Nome           | a                   | Data             | Modalità             |
| -------- | -------------- | ------------------- | ---------------- | -------------------- |
| PG       | Phil Booth     | Digione             | 25 novembre 2024 | rescissione          |
| AC       | Paul Eboua     | Olimpia Milano      | 6 dicembre 2024  | risoluzione prestito |
| AG       | Dario Drežnjak | Keravnos            | 25 marzo 2025    | rescissione          |
| AP       | Luca Conti     | Rinascita B. Rimini | 1° aprile 2025   | rescissione          |